# Utterstjärnen
Utterstjärnen är en sjö i Torsby kommun i Värmland och ingår i Göta älvs huvudavrinningsområde. Sjön är 7,5 meter djup, har en yta på 0,04 kvadratkilometer och befinner sig 138 meter över havet.